# Yonathan Andía
Yonathan Wladimir Andía León (* 6. August 1992 in Santa Bárbara) ist ein chilenischer Fußballspieler. Der rechte Außenverteidiger bestritt ein Länderspiel für die chilenische Fußballnationalmannschaft.

## Karriere

### Verein
Yonathan Andía, auch Cachorro genannt, wurde in der Fußballakademie Escuela Benjamín Muñoz ausgebildet und spielte zu Beginn seiner Karriere lange Zeit im Amateurfußball. Zum Profi wurde er mit seinem Wechsel 2018 zu Unión La Calera, als der Trainer Víctor Rivero ihn entdeckte. Zuerst wurde er als zentraler Mittelfeldspieler eingesetzt, unter dem neuen Trainer Francisco Meneghini zum Außenverteidiger umgeschult und stand regelmäßig in der Startelf. Seine guten Leistungen führten ihn mit seinem Team in die Copa Sudamericana und die Nationalmannschaft.
Nachdem La Calera in der Saison 2020 die Vizemeisterschaft gewonnen hatte, wurde Andía von Universidad de Chile verpflichtet. Im Juli 2022 wurde er vom Verein kurzzeitig suspendiert, nachdem er wegen Trunkenheit am Steuer in Gewahrsam genommen wurde. Sein Ende 2023 auslaufender Vertrag wurde bei La U nicht verlängert und Andía wechselte zu Deportes Iquique. Im August 2024 einigten sich beide Parteien auf Vertragsauflösung und er unterschrieb bei Deportes Copiapó. Zur Saison 2025 kehrte er zum Primera-División-Aufsteiger Deportes Limache zurück, für das er schon 2017 in der Tercera A auflief.

### Nationalmannschaft
Andía bestritt im November 2020 sein einziges Länderspiel für die Nationalmannschaft beim 2:0-Erfolg gegen Peru in der Qualifikation zur Weltmeisterschaft 2022, als er in der 76. Spielminute für Fabián Orellana eingewechselt wurde. Zuvor war er bereits für die Qualifikationsspiele im Oktober gegen Uruguay und Kolumbien nominiert, aber nicht eingesetzt worden.